# Prodigios
Prodigios es un programa de televisión producido por Shine Iberia para su emisión en La 1 de Televisión Española desde el 23 de marzo de 2019. El espacio, presentado por Boris Izaguirre y Paula Prendes, busca al mejor joven talento de instrumental, canto o danza, todo ello de corte clásico. El formato es la adaptación del espacio de televisión francés Prodiges.

## Formato
Prodigios es un talent show musical, celebrado en la ciudad castellana de Valladolid, que busca el mayor talento español de entre 8 y 17 años en las disciplinas de canto ópera, danza clásica e instrumentos de orquesta. Así, los aspirantes son valorados en cada entrega por un jurado profesional. El ganador recibirá el trofeo del programa que le acredita como el "Prodigio del año", 20 000 euros y un curso intensivo de perfeccionamiento en el centro de alto rendimiento Musical de la Universidad Alfonso X El Sabio.

## Equipo

### Presentador
| Edición         | 1    | 2    | 3    |
| Año             | 2019 | 2020 | 2021 |
| --------------- | ---- | ---- | ---- |
| Boris Izaguirre |      |      |      |
| Paula Prendes   |      |      |      |

### Jurado
Jurado fijo
     Jurado sustituto (en 1 o más galas)
| Miembro del jurado    | Temporadas | Temporadas | Temporadas |
| Miembro del jurado    | 1          | 2          | 3          |
| --------------------- | ---------- | ---------- | ---------- |
| Ainhoa Arteta         |            |            |            |
| Nacho Duato           |            |            |            |
| Andrés Salado         |            |            |            |
| Ara Malikian          |            |            |            |
| Lucas Vidal           |            |            |            |
| José Manuel Zapata    |            |            |            |
| Antonio Najarro       |            |            |            |
| Nancy Fabiola Herrera |            |            |            |
| Rubén Simeó           |            |            |            |

## Primera temporada (2019)
- 23 de marzo de 2019 - 27 de abril de 2019

### Invitados
| Invitado      | Ocupación                                | Gala | Canción           | Información |
| ------------- | ---------------------------------------- | ---- | ----------------- | ----------- |
| Raphael       | Cantante, actor y empresario             | 1.ª  | Qué sabe nadie    | Invitado    |
| Blas Cantó    | Cantante, exintegrante de la banda Auryn | 2.ª  | Complicado        | Invitado    |
| Pasión Vega   | Cantante                                 | 3.ª  | La bohemia        | Invitada    |
| Pastora Soler | Cantante y presentadora de televisión    | 4.ª  | La mala costumbre | Invitada    |
| Luz Casal     | Cantante                                 | 5.ª  | Sentir            | Invitada    |

### Audiencias
| Gala   | Fecha               | Audiencia          |
| ------ | ------------------- | ------------------ |
| Gala 1 | 23 de marzo de 2019 | 1 453 000 (11,8 %) |
| Gala 2 | 30 de marzo de 2019 | 1 489 000 (10,7 %) |
| Gala 3 | 6 de abril de 2019  | 1 338 000 (9,2 %)  |
| Gala 4 | 13 de abril de 2019 | 1 407 000 (10,0 %) |
| Gala 5 | 27 de abril de 2019 | 1 355 000 (9,5 %)  |

## Segunda temporada (2020)
- 15 de febrero de 2020 - 14 de marzo de 2020

### Invitados
| Invitado            | Ocupación               | Gala | Canción                  | Información                                     |
| ------------------- | ----------------------- | ---- | ------------------------ | ----------------------------------------------- |
| Miguel Ríos         | Cantante y compositor   | 1.ª  | Todo a pulmón            | Invitado                                        |
| India Martínez      | Cantante                | 2.ª  | 90 minutos               | Invitada                                        |
| Diana Navarro       | Cantante                | 3.ª  | El perdón                | Invitada                                        |
| Ara Malikian        | Violinista              | 3.ª  | Con mucha nata           | Miembro del jurado                              |
| Sole Giménez        | Cantautora e intérprete | 4.ª  | El talismán              | Invitada                                        |
| Guillermo Hernández | Pianistas               | 4.ª  | La batalla de Invernalia | Invitados, exconcursantes de la primera edición |
| Marc Ferrando       | Pianistas               | 4.ª  | La batalla de Invernalia | Invitados, exconcursantes de la primera edición |
| Pelayo Garrido      | Pianistas               | 4.ª  | La batalla de Invernalia | Invitados, exconcursantes de la primera edición |
| Miguel Poveda       | Cantante                | 5.ª  | Aurora                   | Invitado                                        |
| Ainhoa Arteta       | Soprano                 | 5.ª  | Frenesí                  | Miembro del jurado                              |

### Audiencias
| Gala   | Fecha                 | Audiencia          |
| ------ | --------------------- | ------------------ |
| Gala 1 | 15 de febrero de 2020 | 1 241 000 (9,4 %)  |
| Gala 2 | 22 de febrero de 2020 | 1 127 000 (9,1 %)  |
| Gala 3 | 29 de febrero de 2020 | 1 326 000 (10,3 %) |
| Gala 4 | 7 de marzo de 2020    | 1 201 000 (8,9 %)  |
| Gala 5 | 14 de marzo de 2020   | 1 594 000 (10,3 %) |

## Tercera temporada (2021)
- 13 de marzo de 2021 - 10 de abril de 2021

### Invitados
| Invitado              | Ocupación                                                                                     | Gala | Canción              | Información                     |
| --------------------- | --------------------------------------------------------------------------------------------- | ---- | -------------------- | ------------------------------- |
| José Merce            | Cantaor de flamenco                                                                           | 1.ª  | Garganta con arena   | Invitado                        |
| Jesús Gabriel         | Cantante                                                                                      | 1.ª  | Garganta con arena   | Invitado, prodigio del año 2020 |
| Melani García         | Cantante, ganadora de La Voz Kids 2018 y representante de España en el Eurovisión Junior 2019 | 2.ª  | Vivo por ella        | Invitada                        |
| José Manuel Zapata    | Tenor                                                                                         | 2.ª  |                      | Miembro del jurado              |
| José Manuel Zapata    | Tenor                                                                                         | 3.ª  |                      | Miembro del jurado              |
| José Manuel Zapata    | Tenor                                                                                         | 4.ª  |                      | Miembro del jurado              |
| Lucas Vidal           | Compositor                                                                                    | 2.ª  |                      | Consultores del jurado          |
| Antonio Najarro       | Bailarín y coreógrafo                                                                         | 2.ª  |                      | Consultores del jurado          |
| Antonio Najarro       | Bailarín y coreógrafo                                                                         | 4.ª  |                      | Consultores del jurado          |
| Antonio Najarro       | Bailarín y coreógrafo                                                                         | 5.ª  |                      | Consultores del jurado          |
| Nancy Fabiola Herrera | Mezzosoprano                                                                                  | 2.ª  |                      | Consultores del jurado          |
| Nancy Fabiola Herrera | Mezzosoprano                                                                                  | 3.ª  |                      | Consultores del jurado          |
| Carmen Roche          | Coreógrafa, directora y exbailarina                                                           | 3.ª  |                      | Consultores del jurado          |
| Mario Marzo           | Pianista                                                                                      | 3.ª  |                      | Consultores del jurado          |
| Rozalén               | Cantautora y compositora                                                                      | 3.ª  | Y busqué             | Invitada                        |
| David Otero           | Cantante, exmiembro del grupo El canto del Loco                                               | 4.ª  | Peter Pan            | Invitado                        |
| Ana Guerra            | Cantante, concursante de Operación Triunfo 2017                                               | 4.ª  | Peter Pan            | Invitada                        |
| Ruth Iniesta          | Soprano                                                                                       | 4.ª  |                      | Consultores del jurado          |
| Ruth Iniesta          | Soprano                                                                                       | 5.ª  |                      | Consultores del jurado          |
| Ruben Simeó           | Concertista de trompeta                                                                       | 4.ª  |                      | Consultores del jurado          |
| Ruben Simeó           | Concertista de trompeta                                                                       | 5.ª  |                      | Miembro del jurado              |
| Tamara                | Cantante                                                                                      | 5.ª  | Espérame en el cielo | Invitada                        |
| Fernando Sancho       | Productor musical y arreglista musical de Prodigios                                           | 5.ª  |                      | Consultor del jurado            |

### Audiencias
| Gala   | Fecha               | Audiencia         |
| ------ | ------------------- | ----------------- |
| Gala 1 | 13 de marzo de 2021 | 1 226 000 (8,8 %) |
| Gala 2 | 20 de marzo de 2021 | 1 145 000 (7,9 %) |
| Gala 3 | 27 de marzo de 2021 | 1 136 000 (8,0 %) |
| Gala 4 | 3 de abril de 2021  | 1 144 000 (7,8 %) |
| Gala 5 | 10 de abril de 2021 | 1 257 000 (7,9 %) |

## PalmarésProdigios
| Edición             | Fecha | Prodigio del año             | Ganador cat. Canto | Ganador cat. Instrumental | Ganador cat. Danza | Finalista Canto   | Finalista Instrumental | Finalista Danza     | Semifinalista Canto | Semifinalista Instrumental  | Semifinalista Danza |
| ------------------- | ----- | ---------------------------- | ------------------ | ------------------------- | ------------------ | ----------------- | ---------------------- | ------------------- | ------------------- | --------------------------- | ------------------- |
| [ P 1 ] Prodigios 1 | 2019  | Saïd Ramos (danza)           | Raúl Parejo        | Jaime Infante, violín     | -                  | Lucía Rodrigo     | Carla Gómez, clarinete | Elisabetta Fasoglio | Candela Pumares     | Guillermo Hernández, piano  | Xenia Andrea Barbu  |
| [ P 2 ] Prodigios 2 | 2020  | Jesús Gabriel Angulo (canto) | -                  | Ana Molina, violín        | Adriana Puértolas  | Ariadna Vilardaga | Marta Cubas, acordeón  | Lorien Ramo         | Daniel del Valle    | Victor Luis Sapiña, marimba | Marcos Marqueta     |
| [ P 3 ] Prodigios 3 | 2021  | Sofía Rodríguez (violín)     | Lorena Bonnín      | -                         | Jorge García       | Selma Sola        | Gisela Dekort, saxofón | Nerea López         | Inés Ananda Navarro | Antonio Peula, violonchelo  | Miriam Berdié       |

## Audiencias

### Prodigios: Ediciones
| Edición                    | Fecha | Cadena | Espectadores | Cuota de pantalla | Gran Final         |
| -------------------------- | ----- | ------ | ------------ | ----------------- | ------------------ |
| Prodigios: Primera edición | 2019  | La 1   | 1 408 000    | 10,2 %            | 1 355 000 (9,5 %)  |
| Prodigios: Segunda edición | 2020  | La 1   | 1 298 000    | 9,6 %             | 1 594 000 (10,3 %) |
| Prodigios: Tercera edición | 2021  | La 1   | 1 182 000    | 8,1 %             | 1 257 000 (7,9 %)  |